# Ayaka Yamashita
Ayaka Yamashita (født 29. september 1995) er en japansk fodboldspiller. Hun er medlem af Japans kvindefodboldlandshold.

## Japans fodboldlandshold
| Japans landshold | Japans landshold | Japans landshold |
| År               | Kmp              | Mål              |
| ---------------- | ---------------- | ---------------- |
| 2015             | 3                | 0                |
| 2016             | 3                | 0                |
| 2017             | 5                | 0                |
| 2018             | 14               | 0                |
| Total            | 25               | 0                |